# Tighirt
Tighirt (en àrab تيغيرت, Tīḡīrt; en amazic ⵜⵉⵖⵉⵔⵜ) és una comuna rural de la província de Sidi Ifni, a la regió de Guelmim-Oued Noun, al Marroc. Segons el cens de 2014 tenia una població total de 6.606 persones.